# Skovsneppe
Skovsneppe (Scolopax rusticola) er en vadefugl, som yngler i fugtige skove i store dele af Europa og Asien, hvor den især lever af regnorme i skovbunden. Skovsneppen er en ret almindelig dansk yngletrækfugl, der overvintrer i det sydlige og vestlige Europa. Den er desuden en meget almindelig trækgæst nord- og østfra. Arten er et yndet jagtobjekt, der i Danmark må jages fra 1. oktober til 31. januar.
Et gammelt jysk navn for skovsneppen er biæder, der hentyder til, at fuglen kan finde på at tage bier ved bikuber om foråret.

## Udseende
Skovsneppen er på størrelse med en due og har en fjerdragt, der er fint mønstret i brune farver. Næbbet er langt, benene forholdsvis korte, og hovedet er stort. De store øjne er placeret så langt tilbage på hovedet, at fuglen kan se både fremad og bagud, altså et udsyn på 360°. At øjet sidder så langt tilbage, medfører, at øreåbningen sidder under den forreste del af øjet og ikke bag øjet som hos de fleste andre fugle. Vingerne er brede og afrundede, halen er kort.
De to køn er ens, dog er det 7-8 cm lange næb lidt længere hos hunnen. Vingefanget er omkring 60 cm, længden cirka 34 cm og vægten op til 420 gram.

## Forekomst og levested
Skovsneppen er udbredt over en stor del af Europa og Asiens tempererede zone, mod nord op til trægrænsen. Den findes fra de Britiske Øer gennem Mellemeuropa, Skandinavien og Sibirien helt til Japan. Mod syd findes den i bjergområder som fx Pyrenæerne og Himalaya samt på øer i Atlanterhavet som Azorerne, de Kanariske Øer og Madeira.
Dens levested falder i høj grad sammen med de områder, hvor der findes regnorme. Den kræver større sammenhængende løvskov eller blandskov med tæt underskov af buske og bunddække som brombær, kristtorn eller hassel. Skoven skal helst indeholde en mosaik af varme, tørre steder for hvil, fugtige steder for fødesøgning og åbne områder som lysninger for parringsflugten.
I Danmark findes skovsneppen ynglende over næsten hele landet, men med den største bestand mod øst. Den er særlig almindelig i Læsø Klitplantage, Rold Skov og Grib Skov. Den overvintrer i Syd-, Sydvest og Vesteuropa, fx de Britiske Øer, Frankrig og den Iberiske Halvø. I milde vintre kan mange dog overvintre i Danmark, især i Vestjylland.

## Træk
Skovsneppen er i Danmark en meget almindelig trækgæst fra Skandinavien, Finland og Baltikum. Om foråret ses trækket i marts og april, mens det om efteråret ses fra oktober til december. Dage, hvor der raster et stort antal snepper i skoven, taler man om sneppefald.
Skovsneppen trækker om natten og skjuler sig i skovbunden om dagen, hvor den udnytter sin kamuflerende fjerdragt. Mennesker kan komme den meget nær, inden den flyver op. Dette sker med larmende vingeslag og med mange kast og drejninger til siden, mens den ofte udstøder et hæst skrig. Den stiger da op mellem trækronerne, for dog derefter ret hurtigt at slå sig ned igen.

## Føde
Arten lever mest af regnorme, som fuglen finder ved prøvende at stikke næbbet i jorden. Spidsen af næbbet er meget følsomt og hvis fuglen mærker et byttedyr, åbnes kun den yderste del af næbbet for derved at gribe om det og trække det op af jorden.
Den lever desuden af diverse plantemateriale og andre smådyr. Det kan være insekter (både voksne og larver), edderkopper, skovsnegle, slimbændler, bær, ukrudtsfrø, korn (fx havre og majs), græsrødder og blade. Hvor den lever, kan skovsneppens borehuller ofte ses i den bløde, fugtige jord.

### Natdyr
Skovsneppen er et natdyr, der først bliver aktiv om aftenen. I yngletiden skulle skovsneppen dog søge sin føde om dagen, mens den hviler i en lysning om natten. På overvintringsstedet kan den om natten fjerne sig flere kilometer fra den nærmeste skov, for at søge føde på enge og marker.

## Yngleforhold

### Sneppetræk og parring
Så snart fuglene ankommer til ynglepladserne om foråret fra slutningen af februar til begyndelsen af april, begynder parringsadfærden, der består af det såkaldte sneppetræk, hvor hannen flyver over yngleområdet med langsomme vingeslag i skumringen, mens hunnen sidder afventende i skovbunden. Sneppetrækket er særligt almindeligt i stille, fugtigt vejr. Under sine flyveture følger hannen lysninger og skovveje og kan foretage rundture på flere kilometer.
Under sneppetrækket, der foregår med en uglelignende flugt med langsomme vingeslag, udstøder hannen nogle karakteristiske lyde, der ofte gengives som kvor-kvor-pissp. Kvor-lydene minder nærmest som en kvækkende frø. De høje pissp-lyde kan høres langt omkring. Hunnen kalder den overflyvende han til sig med en stille fløjten, hvorefter parringsspillet begynder. De to fugle går inden parringen rundt om hinanden med halefjerene udbredt, så de danner en halvcirkel. Hannen forlader herefter hunnen, der alene overlades udrugningen af æg og pasningen af de senere unger. Mødes flere hanner under sneppetrækket, forfølger de hinanden, mens der udstødes gog-gog-lyde. Hannerne opretholder dog ikke egentlige territorier og kan parre sig med flere forskellige hunner. Hunnerne på deres side kan også parre sig med flere hanner.

### Rede
Reden er en fordybning i skovbunden under f.eks. en busk, nogle bregner eller en lavtliggende gren. Den fores med tørre blade eller grannåle. De normalt fire gråbrune æg med askegrå og brune pletter udruges af hunnen på 20-22 dage. Ungerne er flyvefærdige efter cirka 3 uger. Ofte er der to kuld i Danmark, hvor det sidste kuld kan lægges indtil midt i juli.
Under rugningen af æggene trykker hunnen så hårdt, idet den stoler på sin kamuflage-farvede fjerdragt, at den nemt kan tages med hånden. Senere når ungerne er kommet til verden og den jages op, skulle det kunne ske, at hunnen tager en unge med sig under flugten, fastholdt mellem benene. Den kan også som andre vadefugle forsøge at bortlede opmærksomheden fra ungerne ved at spille såret, idet den med hængende vinger flakser hen ad jorden.

## Jagt

### Jagttid
I Danmark må skovsneppen jages mellem 1.oktober og 31. januar.
Jagten er blevet indskrænket af flere omgange. Jagt var tilladt hele året indtil 1894, hvor det besluttedes at den ikke måtte jages 15. maj til 31. juli. Jagten blev endnu engang indskrænket fra 1922, hvor den ikke måtte jages 16. april til 20. september. Forårsjagten blev forbudt i 1973.

### Penselfjer
Hos skovsneppen bliver det mest attråede jagtbytte, den yderste lille håndsvingfjer, kaldt penselfjeren, og er jægerens trofæ.

### En historisk beskrivelse
I et fransk tidsskrift om skovdrift fra 1868 findes følgende beretning om skovsneppen og jagten på den:
"Disse trækfugle, som jægere sætter meget stor pris på, ankommer hos os i den mørke tid og som oftest om natten; de slår sig ned i krat eller højskove og foretrækker skove, hvor der er megen fugtig  jord og vissent løv; dér er de så godt skjult, at det er nødvendigt med hunde for at få dem til at flyve op. De forlader skovtykningen ved mørkets frembrud for at sprede sig i lysningerne, hvor de følger stierne. Det er dér, man nemt kan indfange dem med snarer. I Bretagne jager man dem på en speciel måde. To mand slår sig sammen og lægger sig i skjul i skovengene, hvor skovsnepperne under kokasserne finder store mængder orme. Den ene mand bærer en lygte og en slags pig fastgjort for enden af et langt skaft; den anden bærer en af de klokker, som man sætter om halsen på køer. Det er således muligt at komme så tæt på fuglene, at man kan fange dem i et net (se fig. 3). (….) Skovsneppen er, som Belon siger «et meget stort fæhoved», hvis den lader sig fange på den måde, han beretter, og som han kalder fjanteri. «En mand dækket af en kappe i samme farve som vissent løv og gående foroverbøjet på to korte krykker, nærmer sig forsigtigt, standsende, når skovsneppen stirrer på ham, fortsættende fremad, når den igen begynder at bevæge sig, indtil han ser den standse med sænket hoved; så slår han forsigtigt sine to stokke mod hinanden, dette morer skovsneppen og gør den så forvirret, at jægeren kan komme så tæt på, at han kan lægge en snare om halsen på den». Sneppekødet, inklusive ekskrementerne, er en lækkerbisken for dem, der holder af det. Her kan man minde om det latinske ordsprog: De gustibus … non est disputandum".

## Galleri
- Skovsneppe fra Thailand
- Kranium af skovsneppe
- Død skovsneppe, der var fløjet mod en glasfacade
- Museum specimen